# کوتله سیدان
کوتله سیدان (به انگلیسی: Kotla Syedan) یک شهرک در پاکستان است که در ناحیه دیره اسماعیل خان واقع شده‌است.